# Fundación Alternativas
La Fundación Alternativas és un think tank espanyol de tendència progressista fundat el 1997 a Madrid que pretén analitzar assumptes d'interès per als ciutadans i servir de camí per a la reflexió política, social, econòmica i cultural. Encara que molts membres del seu patronat i direcció pertanyen al PSOE, la Fundació no té cap vincle legal ni organitzatiu amb aquest partit.
La Fundación Alternativas té quatre departaments d'estudi autònoms:
- Laboratorio de Alternativas, un centre de reflexió i debat que el seu objectiu és proporcionar materials i propostes d'utilitat als actors polítics, socials i econòmics per a la presa de decisions la directora de la qual és Belén Barreiro.[3] Amb anterioritat el Laboratorio de Alternativas va ser dirigit per Joaquín Almunia i per Juan Manuel Eguiagaray
- Observatorio de Política Exterior Española (OPEX), un centre de reflexió i debat sobre la política exterior espanyola en les seves dimensions política, de seguretat, econòmica i cultural el director de la qual és el vicepresident de la Fundació, Nicolás Sartorius.
- Estudios de Progreso, com a programa de propostes de progrés i canvi social per a joves investigadors.
- Observatorio de Cultura y Comunicación (OCC-FA) com a centre d'estudi, debat i propostes sobre les transformacions actuals de la cultura i la comunicació, i les polítiques públiques que concerneixen a tots dos camps.

Des de la seva fundació fins a 2001, la seva presidenta va ser Victòria Camps. Aquest any va ser substituïda per Pere Portabella. El seu vicepresident executiu és Nicolás Sartorius. El seu director gerent és Carlos Carnero. Formen part del seu patronat personalitats com Felipe González, Gregorio Peces-Barba, Manuela Carmena, Joaquín Almunia o José Luis Rodríguez Zapatero.